# Marwane Saadane
Marwane Saadane, né le 17 janvier 1992 à Mohammédia au Maroc, est un footballeur international marocain évoluant au poste de défenseur central à Al-Fateh SC.

## Biographie

### Carrière en club
Avec le club des FUS de Rabat, il inscrit un doublé en Botola face au Moghreb Athlétic de Tétouan. 
Il participe avec cette équipe à la Ligue des champions d'Afrique et à la Coupe de la confédération. Lors de la Coupe de la confédération 2015, il inscrit un but face au club égyptien de Zamalek.
Le 28 juin 2016 Saadane signe un contrat de trois ans en faveur du Çaykur Rizespor pour une somme avoisinant les 300 000 euros.

### Carrière internationale
Le 22 novembre 2021, il figure parmi les 23 sélectionnés de Houcine Ammouta pour prendre part à la Coupe arabe de la FIFA 2021. Le 1er décembre 2021, il dispute son premier match avec l'équipe du Maroc A' face à la Palestine (victoire, 4-0). Il délivre une passe décisive sur le premier but inscrit par Mohamed Nahiri.

## Statistiques

### Sélections en équipe nationale
| Caps | Date       | Lieu   | Match                      | Score | Compétition   |
| 1    | 09/10/2015 | Agadir | Maroc - Côte d'Ivoire      | 0 - 1 | Amical        |
| 2    | 12/11/2015 | Agadir | Maroc - Guinée Equatoriale | 2 - 0 | Elim. CM 2018 |
| ---- | ---------- | ------ | -------------------------- | ----- | ------------- |

## Palmarès

### FUS de Rabat
- Championnat du Maroc :
  - Champion : 2016
- Coupe du Trône :
  - Vainqueur : 2014
  - Finaliste : 2015